# HD157059
HD157059 — хімічно пекулярна зоря спектрального класу A2, що має видиму зоряну величину в смузі V приблизно  8,1.
Вона  розташована на відстані близько 973,6 світлових років від Сонця.